# پیرو براگلیا
پیرو براگلیا (انگلیسی: Piero Braglia؛ زادهٔ ۱۰ ژانویهٔ ۱۹۵۵) بازیکن فوتبال اهل ایتالیا است.
از باشگاه‌هایی که در آن بازی کرده‌است می‌توان به باشگاه فوتبال کرمونزه، باشگاه فوتبال تریستیانا، باشگاه فوتبال فیورنتینا، و باشگاه فوتبال کاتانیا اشاره کرد.